# James Saito
James Tomio Saito (Los Angeles, 6 marzo 1955) è un attore statunitense.
È conosciuto principalmente per aver interpretato Shredder nel film Tartarughe Ninja alla riscossa (1990) e il Dottor. Frank Chen nella serie televisiva Eli Stone (2008-2009).

## Carriera
Durante la sua carriera (iniziata nel 1976 con il film TV Farewell to Manzanar ha partecipato sia a film che a serie televisive. Per quanto riguarda i primi lo si può vedere in L'avvocato del diavolo, Mamma, ho preso il morbillo, Pearl Harbor e Die Hard - Duri a morire, mentre per quanto riguarda le serie televisive appare in M*A*S*H, MacGyver, Miami Vice, Law & Order - I due volti della giustizia e Sex and the City.
Saito ha anche recitato in numerose opere di teatro con la compagnia teatrale East West Players di Los Angeles. A Broadway è apparso in una rappresentazione di The King and I e in Golden Child di David Henry Hwang. Nel 2007 ha vinto un Obie Award grazie alla sua performance in Durango di Julia Cho, messo in atto al The Public Theater di New York.

## Filmografia parziale

### Cinema
- Rock Machine (The Idolmaker), regia di Taylor Hackford (1980)
- Hot Dog (Hot Dog... The Movie), regia di Peter Markle (1984)
- Beyond the Next Mountain, regia di James F. Collier e Rolf Forsberg (1987)
- Mortal Sins, regia di Yuri Sivo (1989)
- Tartarughe Ninja alla riscossa (Teenage Mutant Ninja Turtles), regia di Steve Barron (1990)
- Silent Cries, regia di Anthony Page (1993)
- In trappola (The Hunter), regia di J.F. Lawton (1995)
- Die Hard - Duri a morire (Die Hard with a Vengeance), regia di John McTiernan (1995)
- L'avvocato del diavolo (The Devil's Advocate), regia di Taylor Hackford (1997)
- Mamma, ho preso il morbillo (Home Alone 3), regia di Raja Gosnell (1997)
- La follia di Henry (Henry Fool), regia di Hal Hartley (1998)
- Gioco a due (The Thomas Crown Affair), regia di John McTiernan (1999)
- Useless, regia di Ryo Hayashi – cortometraggio (2000)
- Aloha, regia di Rea Tajiri – cortometraggio (2000)
- Pearl Harbor, regia di Michael Bay (2001)
- Hard Attraction (Love the Hard Way), regia di Peter Sehr (2001)
- Another Bed, regia di Ross Minichiello e Margarett Perry – cortometraggio (2001)
- Robot Stories, regia di Greg Pak (2003)
- Brother's Shadow, regia di Todd S. Yellin (2006)
- Manuale d'infedeltà per uomini sposati (I Think I Love My Wife), regia di Chris Rock (2007)
- Ghosts of the Heartland, regia di Allen Blumberg (2007)
- Vita di Pi (Life of Pi), regia di Ang Lee (2012)
- Un'allenatrice speciale (From the Rough), regia di Pierre Bagley (2013)
- Giovani si diventa (While We're Young), regia di Noah Baumbach (2014)
- Big Eyes, regia di Tim Burton (2014)
- La foresta dei sogni (The Sea of Trees), regia di Gus Van Sant (2015)
- Wilson, regia di Craig Johnson (2017)
- The Only Living Boy in New York, regia di Marc Webb (2017)
- Non succede, ma se succede... (Long Shot), regia di Jonathan Levine (2019)
- Finché forse non vi separi (Always Be My Maybe), regia di Nahnatchka Khan (2019)
- Tigertail, regia di Alan Yang (2020)
- Algorithm: Bliss, regia di Isak Borg e Dena Hysell-Cornejo (2020)
- Love Hard, regia di Hernán Jiménez (2021)

### Televisione
- M*A*S*H – serie TV, 5 episodi (1973, 1977-1978, 1981)
- Farewell to Manzanar, regia di John Korty – film TV (1976)
- La squadriglia delle pecore nere (Black Sheep Squadron) – serie TV, episodi 1x07-2x01 (1976-1977)
- The Paper Chase – serie TV, episodi 1x12-1x17 (1978-1979)
- Lou Grant – serie TV, episodio 3x06 (1979)
- The Golden Moment: An Olympic Love Story, regia di Richard C. Sarafian – film TV (1980)
- Enola Gay (Enola Gay: The Men, the Mission, the Atomic Bomb), regia di David Lowell Rich – film TV (1980)
- Una famiglia americana (The Waltons) – serie TV, episodio 9x07 (1981)
- Bolle di sapone (Soap) – serie TV, episodio 4x12 (1981)
- Lobo (The Misadventures of Sheriff Lobo) – serie TV, episodio 2x14 (1981)
- The Two Lives of Carol Letner, regia di Philip Leacock – film TV (1981)
- L'incredibile Hulk (The Incredible Hulk) – serie TV, episodio 5x03 (1981)
- Professione pericolo (The Fall Guy) – serie TV, episodio 1x07 (1981)
- Henry e Kip (Bosom Buddies) – serie TV, episodio 2x07 (1981)
- Ralph supermaxieroe (The Greatest American Hero) – serie TV, episodio 2x11 (1982)
- I predatori dell'idolo d'oro (Tales of the Gold Monkey) – serie TV, episodio 1x08 (1982)
- Sulle orme del dragone (Girls of the White Orchid), regia di Jonathan Kaplan – film TV (1983)
- California (Knots Landing) – serie TV, episodi 4x20-5x15 (1983-1984)
- Cuore e batticuore (Hart to Hart) – serie TV, episodio 5x15 (1984)
- Top Secret (Scarecrow and Mrs. King) – serie TV, episodio 1x15 (1984)
- T.J. Hooker – serie TV, episodio 3x17 (1984)
- Baby Sitter (Charles in Charge) – serie TV, episodio 1x01 (1984)
- Il falco della strada (Street Hawk) – serie TV, episodio 1x07 (1985)
- Covenant (The Covenant), regia di Walter Grauman – film TV (1985)
- MacGyver - serie TV, episodio 1x02 (1985)
- Alfred Hitchcock presenta (Alfred Hitchcock Presents) – serie TV, episodio 1x02 (1985)
- Crazy Like a Fox – serie TV, episodio 2x10 (1985)
- Miami Vice – serie TV, episodi 1x14-5x03 (1985, 1988)
- Sangue e orchidee (Blood & Orchids), regia di Jerry Thorpe – film TV (1986)
- Febbre d'amore (The Young and the Restless) – soap opera, puntate 1x3279-1x3296 (1986)
- A-Team (The A-Team) – serie TV, episodio 5x06 (1986)
- Hill Street giorno e notte (Hill Street Blues) – serie TV, episodio 7x19 (1987)
- Airwolf – serie TV, episodio 1x12 (1987)
- C.A.T. Squad: Python Wolf, regia di William Friedkin – film TV (1988)
- Gideon Oliver – serie TV, episodio 1x02 (1989)
- Counterstrike – serie TV, episodio 1x05 (1990)
- La passione del potere (To Be the Best), regia di Tony Wharmby – film TV (1992)
- Quando si ama (Loving) – soap opera, 7 puntate (1992)
- New York Undercover – serie TV, episodi 1x03-1x19 (1994-1995)
- Law & Order - I due volti della giustizia (Law & Order) – serie TV, episodi 5x09-11x03 (1994, 2000)
- Star Trek: Voyager – serie TV, episodio 2x01 (1995)
- Gargoyles - Il risveglio degli eroi (Gargoyles) – serie animata, episodio 2x40 (1996) – voce
- The Tomorrow Man, regia di Bill D'Elia – film TV (1996)
- Sex and the City – serie TV, episodio 2x18 (1999)
- Strangers with Candy – serie TV, episodio 3x06 (2000)
- The Atlantis Conspiracy, regia di Dean Silvers – film TV (2001)
- 100 Centre Street – serie TV, episodi 1x05-2x07 (2001)
- Squadra emergenza (Third Watch) – serie TV, episodio 3x12 (2002)
- Law & Order: Criminal Intent – serie TV, episodio 4x04 (2004)
- Starved – serie TV, episodio 1x05 (2005)
- Così gira il mondo (As the World Turns) – soap opera, 2 puntate (2006)
- Heroes and Villains – serie TV, episodio 1x06 (2008)
- Eli Stone – serie TV, 23 episodi (2008-2009)
- The Unit – serie TV, episodio 4x20 (2009)
- Rubicon – serie TV, episodio 1x07 (2010)
- Blue Bloods – serie TV, episodio 1x08 (2010)
- Too Big to Fail - Il crollo dei giganti (Too Big to Fail), regia di Curtis Hanson – film TV (2011)
- Una vita da vivere (One Life to Live) – soap opera, 8 puntate (2011)
- Person of Interest – serie TV, episodio 2x05 (2012)
- Hawaii Five-0 – serie TV, episodio 4x10 (2013)
- House of Cards - Gli intrighi del potere (House of Cards) – serie TV, episodio 4x11 (2016)
- The Deuce - La via del porno (The Deuce) – serie TV, episodi 1x01-1x03 (2017)
- Paterno, regia di Barry Levinson – film TV (2018)
- Elementary – serie TV, episodio 6x16 (2018)
- New Amsterdam – serie TV, episodio 1x06 (2018)
- The Terror – serie TV, episodi 2x01-2x02-2x03 (2019)
- Prodigal Son – serie TV, episodi 1x06-1x13 (2019-2020)
- Modern Love – serie TV, un episodio (2019)
- Altered Carbon – serie TV, 5 episodi (2020)
- Grey's Anatomy – serie TV, episodio 16x20 (2020)
- At Home with Amy Sedaris – serie TV, episodio 3x02 (2020)
- Dash & Lily – serie TV, 6 episodi (2020)
- Hit-Monkey – serie animata, episodio 1x05 (2021) – voce

## Doppiatori italiani
Nelle versioni in italiano delle opere in cui ha recitato, James Saito è stato doppiato da:
- Oliviero Dinelli in Blue Bloods, Modern Love, Dash & Lily, Love Hard
- Oreste Baldini in Top Secret
- Glauco Onorato in Tartarughe Ninja alla riscossa[2]
- Stefano De Sando in Die Hard - Duri a morire
- Simone Mori in Mamma, ho preso il morbillo
- Vladimiro Conti in La follia di Henry
- Riccardo Lombardo in Law & Order: Criminal Intent
- Antonio Sanna in Eli Stone
- Antonio Palumbo in Too Big To Fail - Il crollo dei giganti
- Luigi Ferraro in Person of Interest
- Giorgio Lopez in Hawaii Five-0
- Silvio Anselmo in Giovani si diventa
- Gianni Giuliano in Big Eyes
- Enzo Avolio ne La foresta dei sogni
- Angelo Nicotra in Finché forse non vi separi
- Luca Biagini in Altered Carbon
- Lucio Saccone in Grey's Anatomy